# جاده ۱۹ (ایران)
جاده ۱۹، جاده‌ای در غرب ایران است. این جاده اسلام‌آباد غرب را به پل دختر و جادهٔ تهران-اهواز متصل می‌کند.